# Редмънд (град, Орегон)
Редмънд (на английски: Redmond) е град в окръг Дъшутс, щата Орегон, САЩ. Редмънд е с население от 25445 жители (2008) и обща площ от 26,5 km². Намира се на 938 m надморска височина. ЗИП кодът му е 97756, а телефонният му код е 541.